# Saison 6 de Private Practice
Chronologie
Saison 5
Cet article présente le guide des épisodes de la sixième et dernière saison de la série télévisée Private Practice.

## Généralités
Le 11 mai 2012, la série a été renouvelée pour une sixième saison de 13 épisodes.
Le 19 octobre 2012, Shonda Rhimes, la créatrice de la série, annonce via son compte Twitter que la série est annulée après six saisons. Le 13e épisode de la saison 6 sera le dernier.

## Distribution

### Acteurs principaux
- Kate Walsh (VF : Anne Deleuze) : Addison Montgomery (13/13)
- Benjamin Bratt (VF: Pierre-François Pistorio) : Jake Reilly (13/13)
- KaDee Strickland (VF: Laurence Bréheret) : Charlotte King (13/13)
- Paul Adelstein (VF: Boris Rehlinger) : Cooper Freedman (13/13)
- Brian Benben (VF: Constantin Pappas) : Sheldon Wallace (13/13)
- Caterina Scorsone (VF: Élisabeth Ventura) : Amelia Shepherd (13/13)
- Griffin Gluck : Mason Warner (10/13)
- Taye Diggs (VF: Bruno Dubernat) : Sam Bennett (13/13)
- Amy Brenneman (VF: Veronique Augereau) : Violet Turner (13/13)

### Acteurs récurrents
- Matt Long : James Peterson
- Justina Machado : Stephanie Kemp
- Carter MacIntyre : Nick Calhoun
- Charlie Hofheimer : Ron Nelson
- Chryssie Whitehead : Dana Nelson
- Diane Farr : Miranda
- Aloma Wright : Mildred Clemons
- Missy Yager : Megan Stewart
- Emily Rios : Angela Reilly
- Marianne Jean-Baptiste : Gabi Rivera
- Blue Deckert : Joe Price
- Kylie Rogers : Sarah Nelson

### Invités
- Audra McDonald : Dr. Naomi Bennett
- Alex Rocco : Ed Diamanti
- Robert Pine : Jim Wallace
- Richard Roundtree : Raymond McCray
- L. Scott Caldwell : Jillian McCray
- Alfre Woodard : Dee Bennett
- Deanna Dunagan : Dr. Vivian Carl smith
- Marisol Nichols : Lily Reilly
- Lee Garlington : Stella Peterson

## Épisodes

### Épisode 1:L'Heure des bilans
- États-Unis /  Canada : 25 septembre 2012 sur ABC[3] / Citytv
- Suisse : 18 septembre 2013 sur RTS Un[4]
- Québec : 5 janvier 2015 sur Moi & Cie Télé
- Belgique :  23 juillet 2016 sur RTL-TVI
- France : 12 août 2016 sur France 2[5]

- États-Unis : 6,45 millions de téléspectateurs[6] (première diffusion)

- Alex Rocco (Ed Diamanti)
- Justina Machado (Stephanie Kemp)
- Jillian Bach (Debra Diamanti)

### Épisode 2:Des vies fragiles
- États-Unis /  Canada : 2 octobre 2012 sur ABC / Citytv
- Suisse : 18 septembre 2013 sur RTS Un
- Québec : 12 janvier 2015 sur Moi & Cie Télé
- Belgique : 30 juillet 2016 sur RTL-TVI
- France : 16 août 2016 sur France 2

- États-Unis : 6,01 millions de téléspectateurs[7] (première diffusion)

### Épisode 3:Être et avoir été
- États-Unis /  Canada : 9 octobre 2012 sur ABC / Citytv
- Suisse : 25 septembre 2013 sur RTS Un
- Québec : 19 janvier 2015 sur Moi & Cie Télé
- Belgique : 6 août 2016 sur RTL-TVI
- France : 17 août 2016 sur France 2

- États-Unis : 6 millions de téléspectateurs[8] (première diffusion)

- Justina Machado (Stephanie Kemp)
- Marianne Jean-Baptiste (Gabi Rivera)
- Robert Pine (Jim Wallace)
- John Prosky (Jerry Murphy)
- Joshua Bitton (Adam Stanfield)
- Ava Gaudet (Stacey Meyer)

### Épisode 4:Soir de pluie
- États-Unis /  Canada : 23 octobre 2012 sur ABC / Citytv
- Suisse : 25 septembre 2013 sur RTS Un
- Québec : 26 janvier 2015 sur Moi & Cie Télé
- Belgique : 13 août 2016 sur RTL-TVI
- France : 18 août 2016 sur France 2

- États-Unis : 4,58 millions de téléspectateurs[9] (première diffusion)

- Matt Long (Dr. James Peterson)
- Tisha Campbell-Martin (Pam Reiter)
- Carter MacIntyre (Nick Calhoun)
- Justina Machado (Stephanie Kemp)
- Missy Yager (Megan Stewart)
- Charlie Hofheimer (Ron Nelson)
- Chryssie Whitehead (Dana Nelson)
- Steve Zissis (Todd Reiter)

### Épisode 5:Show devant
- États-Unis /  Canada : 13 novembre 2012 sur ABC / Citytv
- Suisse : 2 octobre 2013 sur RTS Un
- Québec : 2 février 2015 sur Moi & Cie Télé
- France : 19 août 2016 sur France 2
- Belgique : 20 août 2016 sur RTL-TVI

- États-Unis : 3,72 millions de téléspectateurs[10] (première diffusion)

- Alfre Woodard (Dee Bennett)
- Richard Roundtree (Raymond, le patron de Dee, la mère de Sam)
- Matt Long (Dr. James Peterson)

Épisode se centrant principalement sur le personnage de Sam. Une équipe de télévision le suit dans sa pratique de la médecine. Sa mère lui demande de soigner son patron avec qui elle entretient une liaison depuis des années. On apprendra plus tard que c'est en fait son père. 

### Épisode 6:Les Liens du sens
- États-Unis /  Canada : 20 novembre 2012 sur ABC / Citytv
- Suisse : 2 octobre 2013 sur RTS Un
- Québec : 9 février 2015 sur Moi & Cie Télé
- France : 22 août 2016 sur France 2
- Belgique : 27 août 2016 sur RTL-TVI

- États-Unis : 4,24 millions de téléspectateurs[11] (première diffusion)

- Matt Long (Dr. James Peterson)
- Deirdre Lovejoy (Sean Patruchi)
- Deanna Dunagan (Dr Vivian Carlsmith)

### Épisode 7:Le Monde selon Jake
- États-Unis /  Canada : 21 novembre 2012 sur ABC[12] / Citytv
- Suisse : 9 octobre 2013 sur RTS Un
- Québec : 16 février 2015 sur Moi & Cie Télé
- France : 23 août 2016 sur France 2
- Belgique : 3 septembre 2016 sur RTL-TVI

- États-Unis : 3,76 millions de téléspectateurs[13] (première diffusion)

- Marisol Nichols (Lilly Reilly, femme décédée de Jake)
- Matt Long (Dr. James Peterson)

### Épisode 8:Trois, deux, une...
- États-Unis /  Canada : 4 décembre 2012 sur ABC / Citytv
- Suisse : 9 octobre 2013 sur RTS Un
- Québec : 23 février 2015 sur Moi & Cie Télé
- France : 24 août 2016 sur France 2
- Belgique : 10 septembre 2016 sur RTL-TVI

- États-Unis : 4,42 millions de téléspectateurs[14] (première diffusion)

- Matt Long (Dr. James Peterson)
- Marianne Jean-Baptiste (Gabi Rivera)

### Épisode 9:Ne bougez plus!
- États-Unis /  Canada : 11 décembre 2012 sur ABC / Citytv
- Suisse : 16 octobre 2013 sur RTS Un
- Québec : 2 mars 2015 sur Moi & Cie Télé
- France : 25 août 2016 sur France 2
- Belgique : 17 septembre 2016 sur RTL-TVI

- États-Unis : 3,87 millions de téléspectateurs[15] (première diffusion)

- Matt Long (Dr. James Peterson)
- Kathy Baker (Thérapeute)
- Diane Farr (Miranda)

### Épisode 10:La Tête en bas
- États-Unis /  Canada : 18 décembre 2012 sur ABC / Citytv
- Suisse : 16 octobre 2013 sur RTS Un
- Québec : 9 mars 2015 sur Moi & Cie Télé
- France : 26 août 2016 sur France 2
- Belgique : 24 septembre 2016 sur RTL-TVI

- États-Unis : 3,84 millions de téléspectateurs[16] (première diffusion)

### Épisode 11:Prise de risque
- États-Unis /  Canada : 8 janvier 2013 sur ABC / City
- Suisse : 23 octobre 2013 sur RTS Un
- Québec : 16 mars 2015 sur Moi & Cie Télé
- France : 29 août 2016 sur France 2
- Belgique : 1er octobre 2016 sur RTL-TVI

- États-Unis : 4,01 millions de téléspectateurs[17] (première diffusion)

- Matt Long (Dr. James Peterson)
- Lee Garlington (Stella Peterson)
- Kimberly Hebert Gregory (Kaye Ramsey)
- Ron Perkins (Tom Peterson)
- Jason Dechert (George Ellis)

### Épisode 12:La famille s'agrandit
- États-Unis /  Canada : 15 janvier 2013 sur ABC / City
- Suisse : 23 octobre 2013 sur RTS Un
- Québec : 23 mars 2015 sur Moi & Cie Télé
- France : 30 août 2016 sur France 2
- Belgique : 8 octobre 2016 sur RTL-TVI

- États-Unis : 5,90 millions de téléspectateurs[18] (première diffusion)

- Matt Long (Dr. James Peterson)
- Diane Farr (Miranda)
- Justina Machado (Stephanie Kemp)
- Faran Tahir (Charles)
- Mackenzie Astin (en) (Dan Meyer)
- Lin Shaye (Mrs. Taylor)
- Aloma Wright (Mildred Clemons)
- Jama Williamson (Darlene Meyer)
- David Goryl (Judge Harris)

### Épisode 13:La vie continue
- États-Unis /  Canada : 22 janvier 2013 sur ABC / City
- Suisse : 30 octobre 2013 sur RTS Un
- Québec : 30 mars 2015 sur Moi & Cie Télé
- France : 31 août 2016 sur France 2
- Belgique : 8 octobre 2016 sur RTL-TVI

- États-Unis : 5,99 millions de téléspectateurs[19] (première diffusion)

- Audra McDonald (Naomi)
- Matt Long (Dr. James Peterson)
- Sarah Ramos (patiente)

## Audiences aux États-Unis
| N° d'épisode | Titre original                                  | Titre français        | Chaîne | Date de diffusion originale | USA (en millions de téléspectateurs) | Pdm sur les 18/49 ans |
| ------------ | ----------------------------------------------- | --------------------- | ------ | --------------------------- | ------------------------------------ | --------------------- |
| 6x01         | "Aftershock"                                    | L'heure des bilans    | ABC    | 25 septembre 2012           | 7.32                                 | 1.9                   |
| 6x02         | "Mourning Sickness"                             | Des vies fragiles     | ABC    | 2 octobre 2012              | 7.20                                 | 1.6                   |
| 6x03         | "Good Grief"                                    | Etre et avoir été     | ABC    | 9 octobre 2012              | 7.30                                 | 1.6                   |
| 6x04         | "You Don't Know What You've Got Till It's Gone" | Soir de pluie         | ABC    | 23 octobre 2012             | 7.40                                 | 1.4                   |
| 6x05         | "The Next Episode"                              | Show devant           | ABC    | 13 novembre 2012            | 8.0                                  | 1.1                   |
| 6x06         | "Apron Strings"                                 | Les liens du sens     | ABC    | 20 novembre 2012            | 7.60                                 | 1.3                   |
| 6x07         | "The World According to Jake"                   | Le monde selon Jake   | ABC    | 21 novembre 2012            | 7.70                                 | 1.0                   |
| 6x08         | "Life Support"                                  | Trois, deux, une...   | ABC    | 4 décembre 2012             | 7.80                                 | 1.2                   |
| 6x09         | "I'm Fine"                                      | Ne bougez plus !      | ABC    | 11 décembre 2012            | 7.90                                 | 1.2                   |
| 6x10         | "Georgia on My Mind"                            | La tête en bas        | ABC    | 18 décembre 2012            | 6.90                                 | 1.2                   |
| 6x11         | "Good Fries Are Hard to Come By"                | Prise de risque       | ABC    | 8 janvier 2013              | 6.25                                 | 1.1                   |
| 6x12         | "Full Release"                                  | La famille s'agrandit | ABC    | 15 janvier 2013             | 5.90                                 | 1.2                   |
| 6x13         | "In Which We Say Goodbye"                       | La vie continue       | ABC    | 22 janvier 2013             | 5.99                                 | 1.5                   |